# ReTU-r

Afiș al turneului național reTU-r; pe el scrie „Spike și Guess Who sunt pe iarbă… Vii și TU?”

reTU-r a fost un turneu național desfășurat în 2010, în care evenimentele au fost ținute de cei doi rapperi Guess Who și Spike. Cele 13 orașe au fost alese prin tragere la sorți, iar o parte din orașele TU-r-ului au fost incluse în noul turneu. reTU-r a fost ultimul turneu în formula Guess Who și Spike, urmând ca la terminarea acestuia, în concerte, cei doi artiști să-și întâlnească separat fanii.
Există și un site oficial al reTU-r-ului Arhivat în 15 noiembrie 2010, la Wayback Machine.. Videoclipul piesei „Realitate” a lui Spike a avut premiera pe reTU-r.ro, iar odată cu el a fost publicat și un interviu cu artistul în care povestește cum au decurs filmările (el a fost și regizor).
„Spike și Guess Who sunt pe iarbă… Vii și TU?”
Conceptul campaniei „Spike și Guess Who sunt pe iarbă… Vii și TU?” a fost realizat pe parcursul a 3 săptămani de către Music Expert Company, ședința foto fiind realizată pe terenul de antrenament al bazei Pro Rapid. De fotografii au fost responsabili Junior și Andy, doi colaboratori apropiați ai artiștilor, iar „arbitrul” Griffo a primit în fața întregii țări onorariul pentru tot ceea ce reprezintă grafica reTU-r-ului.